# Mkfs
mkfs는 특정 파일 시스템의 블록 스토리지 장치를 포맷하기 위해 사용하는 명령어이다. 이 명령어는 유닉스와 유닉스 계열 운영 체제의 한 부분이다. 유닉스에서 블록 스토리지 장치는 특정 파일 시스템으로 포맷이 되어야 마운트 후 운영 체제의 파일 시스템 계층을 통해 접근이 가능하다.

## 문법
```
$ mkfs -t <fs type> <device>
```

여기서 fs type은 파일 시스템, device는 파일시스템 데이터가 기록되는 대상 유닉스 장치이다.
예를 들어 다음과 같이 사용한다.
```
$ mkfs -t ext3 /dev/sda1
```

## 같이 보기
- dd
- Fdisk
- Fsck
- mount
- parted